# Каєтур
Каєтур (англ. Kaieteur) — водоспад на річці Потаро в західній частині Гаяни Потаро-Сипаруні, поблизу кордону з Венесуелою. Один з найвищих водоспадів у світі. Має висоту падіння води 226 м, тобто вп'ятеро вище Ніагарського водоспаду.